# 아리랑 2호
아리랑 2호는 2006년 7월 28일 대한민국의 한국항공우주연구원(KARI)가 발사한 다목적실용위성(KOMPSATⅡ)이다. 대한민국이 개발한 10번째 인공위성인 이 위성은 러시아의 플레세츠크 우주 기지에서 ICBM을 개량한 흐루니체프사의 액체 연료 추진 방식 발사체인 로콧(ROCKOT)에 실려 고도 685 km 로 발사되었다. 지구 위 685 km의 궤도를 하루 열네 바퀴 반씩 돈다.
아리랑 2호는 총 2633억 원의 개발비를 들였으며 1999년부터 7년의 개발 기간이 소요되었다. 고해상도 전자광학카메라는 이스라엘의 ELOP 사와 공동개발하였고 본체 및 체계 분야는 EADS 아스트리움 사의 기술자문을 바탕으로 독자개발하였다.
이스라엘 ELOP사와 MSC(Multi Spectral Camera) 렌즈를 공동 개발하는 일정이 2년 동안 지연되어 전체적인 발사가 지연되기도 했지만, 성공한 것은 대단한 일이다. 직경 60cm인 이 렌즈의 해상도는 흑백 1m급(가로, 세로 1m가 점 하나로 표시됨), 천연색 4m급이다. 1m급 해상도는 90년대 중반까지 미국 군사용 정찰위성의 해상도였다. 현재는 60 cm 해상도의 퀵버드 위성이 세계 최고의 상용위성 해상도를 자랑하고 있다. 현재 미국 군사용 정찰위성 KH-12는 대략 15cm의 해상도를 가진 것으로 알려져 있다.
아리랑 2호의 MSC는 80cm 직경의 망원경 (렌즈 직경은 60 cm)에 전자 장치를 포함해 길이가 1.6m에 달하며
, 무게는 대략 250㎏정도이다. 또한 4개의 밴드를 이용해 한번에 가로, 세로 15km 지역을 촬영할 수 있다. 개발 예산은 600억 원이다.
아리랑 2호는 대한민국 제작 기술 비율이 70%가 넘는다. 아리랑 2호 개발 전 대한민국의 위성 개발 기술자급도는 65%에 불과했으나, 이제는 설계 80%, 제작 70%, 조립 및 시험 90%가 대한민국에서 제조되는 능력을 갖추게 됐다. 아리랑 2호의 공식 수명은 3년이지만, 3년씩 연장해 9년을 사용하였다. 2015년 10월부터 탑재체 모듈 및 센서, 지상국 운영시스템 등 운영기기 노후화로 인해 추가적인 임무연장 없이 수명종료 시까지 차세대 위성기술연구용 등으로 활용할 계획이다.
국산화 내용을 보자면 구조계는 대한항공, 열제어계는 두원중공업, 자세제어계는 대우종합기계, 전력계, 원격측정 명령계는 한국항공우주산업, 추진계는 한화가 담당하였다.
한편 대한민국은 아리랑 2호의 성공으로 미국, 러시아, 프랑스, 독일, 이스라엘, 일본에 이어 세계 7번째 1미터급 해상도 관측 위성 보유국이 되었다.

아리랑 1호와 2호는 똑같은 궤도를 30분 간격으로 돌며, 지구를 하루에 14바퀴반 돌면서 한반도 상공을 평균 세 차례가량 통과한다. 아리랑 2호가 지닌 위성카메라는 광학카메라기 때문에 밤 시간대거나 구름이 끼어 있으면 촬영이 불가능하다.
아리랑 2호는 685 km 상공에서 100분 만에 지구를 한 바퀴씩 돈다. 하루에 지구를 14바퀴 반씩 돌며 1회전마다 20분간 사진을 찍어 지구로 전송한다. 한반도는 2분 정도면 촬영이 가능하다.
2005년 7월 대한민국과 미국·중동 일부 지역 촬영 영상은 한국항공우주산업과, 나머지 국외 지역 촬영 영상은 프랑스의 스팟이미지와 판매대행 계약을 맺었다. 2006년 현재 1 m 급 해상도로 가로·세로 15 km 지역을 찍은 위성 영상의 국제가격은 한 장에 약 1만달러에 이른다. 이에 따라 한국항공우주연구원은 다목적실용위성 2호가 설계 수명인 3년 동안 5400만 달러의 영상 판매 수입을 올려줄 것으로 기대하고 있다.
다목적실용위성 2호는 한반도를 2분 동안 촬영할 수 있으며 촬영 후 10초 정도면 사진 영상을 스크린할 수 있다. 고화질의 영상을 얻기까지는 2시간 정도가 걸린다.

## 연표
- 1998년 가을
  - 아리랑1호의 기술협력업체인 미국 TRW가 미국 정부의 방침을 들어 1m급 MSC의 미국 외 국가 기술 이전에 난색을 표명한 사실을 확인
  - 다른 업체들을 대상으로, MSC 개발을 공개 입찰
- 1999년 봄
  - 이스라엘의 엘롭(ELOP)이 MSC 개발사로 가선정됨.
  - 1위 이스라엘의 엘롭(ELOP), 2위 독일의 다사(DASA), 3위 프랑스의 아에로스파시알
  - 제시금액 : 엘롭 4천2백만 달러(약 5백4억 원), 다사의 3천30만 달러(약 3백63억 원)[10]
- 2004년 8월
  - ELOP사와 KARI, MSC 개발완료 (개발비 600억원)
- 2004년 12월 17일
  - MSC, 대전 KARI에 도착
- 2005년 7월
  - 프랑스의 스팟이미지(Spot Image)사와 3년간 최대 2,700만 달러의 영상 판매 계약을 체결
- 2005년 12월
  - MSC의 메모리보드에서 결함 발견
  - 2006년 7월로 발사연기
- 2006년 1월 20일
  - 프랑스 알카텔사로부터 새 메모리보드를 장착한 정보 압축 저장 장치를 인도받음
- 2006년 7월 28일
  - 오후 4시 5분
    - 러시아 플레세츠크 우주 기지에서 흐루니체프사의 로콧 로켓에 의해 발사

  - 오후 5시 25분
    - 아프리카 케냐의 말린디(Malindi) 지상국과 첫 교신 성공

  - 오후 5시 44분
    - 노르웨이 스발바드 지상국과 교신 성공

  - 오후 10시 58분
    - 대전 지상국과 첫 교신 성공

## 참여 기관
- 한국항공우주연구원 (항우연, KARI) : 주관기관
- 한국항공우주산업 (KAI)
- 대한항공
- 두원중공업
- 한화
- 두산인프라코어
- ELOP (이스라엘)
- 알카텔(프랑스)

## 사용 용도
- 대규모 자연 재해 감시
- 각종 자원의 이용 실태 조사
- 지리 정보 시스템 구축 지원
- 지도 제작
- 군사용 정찰

## 개발된 기술
한국항공우주연구원이 이번에 개발한 기술은 다음과 같다.
1. 수소 저장 기술
2. 형상기억합금을 이용해 극저온 환경에서도 용접을 할 수 있는 기술
3. 유압을 정밀하게 측정할 수 있는 유량계
4. 태양전지판 저온 환경 전개 시험 장치대
5. 실시간 데이터 입출력 모사 장치
6. 인공위성 분리 신호 발생 회로
7. 복사열 전달 차단용 열차폐막 제작 기술
8. 로컬버스 이용 통신
9. 이리듐 촉매 성능 측정 장치
10. 펄스 노이즈 인가 장치

## 같이 보기
- 페르소나 위성 - 2008년 발사된 러시아의 정찰위성
- KARI
- KSLV